# Skenoraträsket
Die Skenoraträsket ist ein See auf der schwedischen Insel Ingarö in der Gemeinde Värmdö im Stockholmer Schärengarten.
Der See liegt im Einzugsgebiet Nämdöfjärden, welches zur nördlichen Ostsee (schwedisch norra östersjön) gehört, und wird von der Wasserbehörde (schwedisch vattenmyndighet) Norra Östersjöns der Provinz Västmanlands län verwaltet.